# Liste der Biografien/Bao
Liste der Biografien |
Portal Biografien |
Personensuche
# |
A |
B |
C |
D |
E |
F |
G |
H |
I |
J |
K |
L |
M |
N |
O |
P |
Q |
R |
S |
T |
U |
V |
W |
X |
Y |
Z |
?
 
Ba |
Be |
Bd |
Bg |
Bh |
Bi |
Bj |
Bl |
Bm |
Bn |
Bo |
Br |
Bs |
Bu |
Bw |
By |
Bz
 
Baa |
Bab |
Bac |
Bad |
Bae |
Baf |
Bag |
Bah |
Bai |
Baj |
Bak |
Bal |
Bam |
Ban |
Bao |
Bap |
Baq |
Bar |
Bas |
Bat |
Bau |
Bav |
Baw |
Bax–Baz
Die Liste der Biografien führt alle Personen auf, die in der deutschsprachigen Wikipedia einen Artikel haben. Dieses ist eine Teilliste mit 23 Einträgen von Personen, deren Namen mit den Buchstaben „Bao“ beginnt.

## Bao
- Bảo Đại (1913–1997), vietnamesischer Kaiser, dreizehnter und letzter Kaiser der Nguyễn-Dynastie (1926–1945)Bảo Đại (1913–1997)

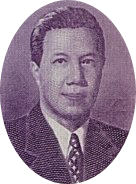
Bảo Đại (1913–1997)

- Bao Guio Wong Bik Yiu, hongkong-chinesische Tischtennisspielerin
- Bảo Long (1936–2007), letzter Kronprinz Vietnams
- Bao Shuya († 644 v. Chr.), Staatsmann der chinesischen Antike
- Bao Zheng (999–1062), Richter und Politiker der Song-Dynastie
- Bao, Chunlai (* 1983), chinesischer Badmintonspieler
- Bao, Jiachang (* 1993), chinesischer Eishockeyspieler
- Bao, Jian, chinesischer Guanspieler
- Bao, Noonie (* 1987), schwedische Sängerin, Songschreiberin und Musikproduzentin
- Bao, Shanju (* 1997), chinesische Radsportlerin
- Bao, Tong (1932–2022), chinesisches Mitglied der Kommunistischen Partei in der Volksrepublik China
- Bao, Weimin (* 1960), chinesischer Nachrichtentechnik-Ingenieur, Aufsichtsratsvorsitzender der China Aerospace Science and Technology Corporation
- Bao, Weizhu (* 1969), chinesischer angewandter Mathematiker und Computerphysiker
- Bao, Yingying (* 1983), chinesische Säbelfechterin
- Bao, Yixin (* 1992), chinesische Badmintonspielerin
- Bao, Zhenan (* 1970), chinesisch-US-amerikanische Wissenschaftlerin und Hochschullehrerin
- Bao, Zhong († 189), chinesischer General der Han-Dynastie
- Bao, Zunxin (1937–2007), chinesischer Historiker und Dissident

### Baos
- Baosheng Dadi (979–1036), chinesischer Arzt, Gottheit
- Baoshu (* 1980), chinesischer Schriftsteller

### Baot
- Baotić, Zdenko (* 1985), bosnisch-herzegowinisch-kroatischer Fußballtorwart

### Baou
- Baouendi, Salah (1937–2011), tunesisch-US-amerikanischer Mathematiker
- Baour-Lormian, Louis-Pierre-Marie-François (1770–1854), französischer Dichter